# Tajpinški ustanak
Tajpinški ustanak (1850. – 1864.) jedan je od najkrvavijih sukoba u kineskoj povijesti. Bio je to veliki sukob između carske Kine pod vladavinom dinastije Qing i pobunjenika naroda Hakka koje je predvodio Hong Xiuquan (kineski: 洪秀全), mistik i obraćenik na kršćanstvo. Ustanak u Jintianu označio je početak pobune koja je kulminirala osnivanjem Nebeskog Carstva Velikog Mira (kineski: 太平天囯, Tàipíng Tiānguó). Oko 20 milijuna ljudi poginulo je u Tajpinškom ustanku, čineći ovaj građanski rat najkrvavijim u ljudskoj povijesti. Sukob je trajao od 1850. do 1864. godine.
Ustankom je zapovijedao Hong Xiuchuan, etnički Hakka (podskupina Hana) i samoproglašeni brat Isusa Krista. Ciljevi pobune bili su vjerski, nacionalistički i politički; Hong je tražio preobraćenje naroda Han na sinkretičku verziju tajpinskog kršćanstva, svrgavanje dinastije Qing i transformaciju države. Umjesto da zamijene vladajuću klasu, Taipinzi su nastojali promijeniti kineski moralni i društveni poredak. Uspostavili su Nebesko Kraljevstvo kao oporbenu državu sa sjedištem u Tianjinu i stekli kontrolu nad značajnim dijelom južne Kine, da bi se na kraju proširili na populaciju od gotovo 30 milijuna ljudi.
Više od desetljeća, vojske Taipinga okupirale su i borile se oko većeg dijela srednje i donje doline Yangtze, da bi se na kraju to pretvorilo u građanski rat velikih razmjera. Bio je to najveći rat u Kini od tranzicije Ming – Qing, koji je uključivao veći dio središnje i južne Kine. Smatra se jednim od najkrvavijih ratova u ljudskoj povijesti, najkrvavijim građanskim ratom i najvećim sukobom 19. stoljeća. Po broju mrtvih usporediv je s Prvim svjetskim ratom. 30 milijuna ljudi pobjeglo je iz osvojenih regija u strana naselja ili druge dijelove Kine. Rat je obilježen izrazitom brutalnošću s obje strane. Tajpinški vojnici izvršili su velike masakre nad Mandžurima, etničkom manjinom vladajuće carske kuće Aisin – Gioro. U međuvremenu, vlada dinastije Qing također se obračunavala masakrima, prvenstveno nad civilnim stanovništvom glavnog grada Taipinga, Tianjina.